# Videomontage
Videomonteren is het creëren van een video/film (dit is tegenwoordig in principe hetzelfde) uit cameraopnamen en eventueel digitale animatie. Het bestaat uit selecteren (weglaten van mislukte en overbodige gedeelten, en bij meerdere opnames van hetzelfde het kiezen van de beste), ordenen, toevoegen of vervangen van geluid, zo nodig nog synchroniseren van beeld en geluid, soms het versnellen (om een langdurige gebeurtenis kort weer te geven), vertragen (om een snel verlopende gebeurtenis goed te laten zien) of herhaling (idem) van een deel van de beelden, en diverse andere speciale effecten en bewerkingen. Ook kunnen delen van het beeld worden geblurd (vervaagd), zwart gemaakt of door een ander beeld vervangen, of delen van het geluid vervangen door een pieptoon of stilte, bijvoorbeeld in verband met privacy, of ongepastheid (afhankelijk van de doelgroep en/of de regels van het uitzendplatform, zoals omroep of videosite). Personen worden bijvoorbeeld onherkenbaar gemaakt, of een huisnummer of kenteken onleesbaar, of bij naaktheid en seksuele beelden wordt een deel van het beeld onzichtbaar gemaakt, of ongepaste uitgesproken woorden worden onhoorbaar gemaakt.
Verschillende beelden kunnen worden samengevoegd met chromakey.
Naast de bewerkingen specifiek voor video/film kunnen allerlei vormen van digitale beeldbewerking van afbeeldingen uiteraard ook op filmbeelden worden toegepast, waarbij vooral die technieken in aanmerking komen die niet voor elk afzonderlijk beeldje handwerk verlangen.

## Niet-lineaire videomontage
Bij niet-lineaire videomontage wordt gewerkt met de computer. Video op een videotape (of filmstrook) wordt digitaal opgeslagen op een digitaal opslagmedium (vrijwel altijd een harde schijf). Met een videobewerkingsprogramma kan de digitaal opgeslagen video gemonteerd worden. Tijdens het inladen van de video op de harde schijf wordt vaak bij elke keer dat de camera aan- en uitgezet wordt een nieuwe "take" of "scene" aangemaakt. Bij simpele videopakketten kunnen die takes met de muis naar een zogenaamd "storyboard" gesleept worden, waarbij de take ingekort kan worden, of er kunnen simpele beeldeffecten aangebracht worden. Bij uitgebreidere videopakketten kunnen de takes gesleept worden naar tijdlijnen. Deze tijdlijnen bestaan uit meerdere sporen, waar video, audio of effecten naar gesleept kunnen worden. Bij de tijdlijn staat de tijd aangegeven, waardoor precies te zien is hoelang een audio- of videotake duurt. Alle videomontagegegevens worden opgeslagen in een projectbestand. In dat bestand wordt geen video opgeslagen, maar alleen de gegevens die zeggen welke effecten op welke video wordt toegepast, en hoelang een video duurt. Om van het projectbestand en de originele videobeelden een nieuwe bewerkte video te maken, moet de computer eerst berekeningen uitvoeren. Dit proces heet renderen. Na het renderen is er een nieuw videobestand, dat bijvoorbeeld op dvd of internet geplaatst kan worden, maar ook weer terug op videotape.
Niet-lineaire videomontage is veruit het goedkoopst, en hiermee kan het meeste resultaat behaald worden. Door de enorme populariteit van internetvideodiensten als YouTube en Google Video, waarbij internetgebruikers zelf (gemonteerde) video's kunnen uploaden, is niet-lineaire videomontage uiterst populair. Vaak worden simpele videobewerkingspakketten als Pinnacle Studio en Windows Movie Maker gebruikt voor dit soort toepassingen. Op internet zijn vele gratis videoprogramma's te vinden waarmee ook bewerkt kan worden. Ook zijn in de verschillende app-stores montage-apps verkrijgbaar waarmee met een smartphone of tablet gemaakte video-opnamen direct gemonteerd kunnen worden zonder tussenkomst van een computer, wat tijdsbesparend werkt.
Film- en televisiestudio's gebruiken tegenwoordig ook vaak de computer om een film te monteren. Er zijn daarvoor enorm krachtige computers nodig om het werk te doen.

## Geschiedenis

### Lineaire videomontage
Bij lineaire videomontage wordt niet met de computer gewerkt, maar met een videospeler en een videorecorder. In de videospeler wordt het originele beeldmateriaal afgespeeld. Met de videorecorder wordt al het beeldmateriaal waarvan de editor vindt dat het interessant is opgenomen. Op die manier ontstaat een nieuwe bewerkte video. Omdat er veel beeldkwaliteit verloren ging bij dit proces, en videorecorders ontzettend duur waren, kwam er in de jaren 50 het Quadruplex-videosysteem op de markt, waarbij gewoon geknipt en geplakt werd met de tapes, net als bij film.